# Veb-standardi
Veb-standardi (engl. Web standards) su formalni, slobodni standardi i druge tehničke specifikacije
koje definišu i opisuju aspekte Veba (engl. World Wide Web). Poslednjih godina
ovaj termin se sve česće vezuje za trend koji podržava grupu najpraktičnijih načina za izgradnju veb-sajtova, i filozofiju veb-dizajna i razvoja koji uključuje te metode.

## Opšte
Veb-standardi uključuju veliki broj nezavisnih standarda i specifikacija, od kojih neke upravljaju aspektima interneta, a ne samo veba. Čak i kada nisu veb-fokusirani, takvi standardi direktno ili indirektno utiču na razvoj i administraciju veb-sajtova i veb-servisa. Razmatranja uključuju i interoperabilnost, pristupačnost i mogućnost korišćenja veb-strana i veb-sajtova.
Veb-standardi, u širem smislu, uključuju sledeće:
- Preporuke objavljene od strane W3C udruženja[2]
- Internet standardi (STD) dokumenti objavljeni od strane Internet Inžinjeske Sile (IETF)
- Zahtev za komentare (RFC) dokumenti objavljeni od strane Internet Inžinjeske Sile (IETF)[3]
- Standardi objavljeni od strane Internacionalne Organizacije za Standardizaciju (ISO)[4]
- Standardi objavljeni od strane ECMA Internacional[5]
- Unicode Stadnardi razne Unickode tehničke prijave objavljene od strane UTR-s[6]
- Imena i brojevi sadržanog registra održavanog od strane IANA-e[7]

Veb-standardi nisu fiksirana grupa pravila, već su grupe tehničkih specifikacija o veb-tehnologiji koje se konstantno unapređuju. Veb-standardi su razvijeni od strane organizacije za standarde-grupe interesantnih i često suprostavnjenih, ovlašćenih strana sa zadatkom standardizacije - ne tehnologije koje su razvijene i deklarisane da budu standard od strane pojedinaca ili kompanije.
Važno je razlikovati specifikacije koje su u fazi razvoja od onih koji su dostigli svoj finalni oblik (U slucaju W3C specifikacija, najviši nivo završenosti).

## Česta upotreba
Kada su veb-sajtovi ili veb-strane saglasne sa veb-standardima, to uglavnom znači da sajt ili strana imaju validan HTML, CSS i JavaScript. HTML bi trebalo da ima pristupačnost i semantičke smernice. Potpuno izvršavanje po standardu takođe pokriva i pravilna podešavanja kodiranja karaktera, ispravnost, RSS-a i Atom-ove veb-vesti, RDF, ispravne meta podatke, ispravan XML, ispravno korišćenje objekata i skripti, kodovi nezavisni od rezolucije računara i pravilna podešavanja servera.

Kada se govori o veb-standardu sledeće objave se uglavnom vide kao fundamentalne:
- Preporuke za jezik za obeležavanje, kao što je jezik za obeležavanje hipertekstualnih dokumenata (HTML), proširivi jezik za obeležavanje (XHTML), skalabilna vektorska grafika (SVG) i Xforme, iz W3C.
- Preporuke za stilske stranice (eng.stylesheets), naročito CSS, iz W3C.
- Standardi za ECMAScript, poznatiji kao JavaScript, iz Ecma Internacional.
- Preporuke za DOM, iz W3C.
- Pravilno formirana imena i adrese za stranice i svi resursi preuzeti iz jedinstvenog identifikatora resursa (URI) baziranih na osnovu RFC 2396, iz IETF.[10]
- Pravilno korišćenje HTTP i MIME za isporuku stranica, vraćanje podataka sa njih i zahtevanje ostalih resursa koji se nalaze u njima, baziranih na RFC 2616, iz IETF.[11]

Veb-pristupačnost je zasnovana na „Smernicama za pristupačnost veb-sadržajima", objavljenih od strane W3C-ove „Inicijative za pristupačnost veba“.
Semantički rad u W3C-u je usmeren od strane objava koje su povezane sa RDF-om, GRDDL, OWL-om

## Standardne publikcije i tela
preporuke su specifikacije ili skup smernica koje su, nakon intenzivnih dogovora i realizacija, prihvaćene od W3C članova i direktora.
IETF-ov standard je karakterizovan od strane visoko obrazovanog tehničkog kadra i veruje da specifični protokoli i servisi obezbeđuju značajnu korist internet zajednici. Specifikacija koja dostigne status standarda dobija svoj broj u IETF STD seriji dok zadržava originalni IETF RFC broj.

## Nestandardni i tržišni pritisci
U trenutnom radnom nacrtu predloženog standardnog dokumenta HTML 5, W3C je predložio sekciju naslovljenu „Veza sa Flash, Silverlight, XUL i sličnim vlasničkim jezicima“ kaze, „U kontrastu sa vlasničkim jezicima ova speciifikacija namerava da definiše otvorene, tržišno nezavisne jezike, da bude implementiran u širokom spektru konkurentnih proizvoda, širom raznih platformi i uređaja. Ovo omogućava programerima da pišu aplikacije koje nisu ograničene implementacijama ili jezikom proizvođača. Osim toga, dok pisanje aplikacija koje ciljaju vlasničke platforme mogu koštati programera aplikacije i njegovog kupca jer ce biti primorani da se prebace (ili ce želeti da se prebace) na drugu vlasničku platformu; korišćenje slobodnih i vlasnički neutralnih jezika omogućava autoru aplikacije da menja vlasnike sa malo ili nimalo troška.“
Ipak, HTML sadrži brojne „prekršaje“ drugih specifikacija kako bi se prilagodio ograničenjima postojecih platformi.

## Literatura
- Sikos, Leslie (2011). Web standards - Mastering HTML5, CSS3, and XML. Apress. 978-1-4302-4041-9. Архивирано из оригинала 02. 04. 2015. г. Приступљено 28. 04. 2014.

## Spoljašnje veze
- W3C homepage
- The Internet Engineering Task Force
- The Web Standards Project
- The Web Standards Group
- Web Standards in Germany